# Tom Johnson (Tontechniker)
Thomas „Cougar“ Johnson (* vor 1981) ist ein US-amerikanischer Tontechniker und Toningenieur. Er gewann zweimal den Oscar für die „Beste Tonmischung“ und wurde für sechs weitere in derselben Kategorie nominiert.
Er machte 1981 seinen Abschluss an der USC School of Cinema-Television. Mit dem Science-Fiction-Film Die Rückkehr der Jedi-Ritter, dem sechsten Teil der Star-Wars-Saga von George Lucas, gab Johnson 1983 sein Debüt als Toningenieur.
1992 wurde er zusammen mit Gary Rydstrom, Gary Summers und Lee Orloff für die „Beste Tonmischung“ in dem Science-Fiction-Film Terminator 2 – Tag der Abrechnung mit dem Oscar ausgezeichnet. 1998 ging die Auszeichnung erneut an ihn und seine Kollegen Gary Rydstrom, Gary Summers und Mark Ulano für den „Besten Tonschnitt“ in dem Monumentalfilm Titanic.
Arlo & Spot listet IMDb als bisher letzten von über 135 Filmen, an denen Johnson mitgewirkt hat.

## Auszeichnungen
Oscar
- 1992: Preisträger – Bester Ton für Terminator 2 – Tag der Abrechnung, mit Gary Rydstrom, Gary Summers und Lee Orloff.
- 1995: Nominierung – Bester Ton für Forrest Gump, mit Randy Thom, Dennis S. Sands und William Kaplan.
- 1998: Preisträger – Bester Ton für Titanic, mit Gary Rydstrom, Mark Ulano und Gary Summers.
- 1998: Nominierung – Bester Ton für Contact, mit Randy Thom, Dennis S. Sands und William B. Kaplan.
- 2000: Nominierung – Bester Ton für Star Wars: Episode I – Die dunkle Bedrohung, mit Gary Rydstrom, Shawn Murphy und John Midgley.
- 2001: Nominierung – Bester Ton für Cast Away – Verschollen, mit Randy Thom, Dennis S. Sands und William B. Kaplan.
- 2005: Nominierung – Bester Ton für Der Polarexpress, mit William B. Kaplan, Randy Thom und Dennis S. Sands.
- 2012: Nominierung – Bester Ton für Gefährten, mit Gary Rydstrom, Andy Nelson und Stuart Wilson.
- 2020: Nominierung – Bester Ton für Ad Astra – Zu den Sternen, mit Gary Rydstrom und Mark Ulano.

British Academy Film Award
- 1992: Preisträger – Bester Ton für Terminator 2 – Tag der Abrechnung
- 1998: Nominierung – Bester Ton für Titanic
- 2000: Nominierung – Bester Ton für Star Wars: Episode I – Die dunkle Bedrohung
- 2008: Nominierung – Bester Ton für There Will Be Blood
- 2012: Nominierung – Bester Ton für Gefährten

Satellite Awards
- 2011: Nominierung –  Bester Tonschnitt für Gefährten
- 2016: Nominierung –  Bester Tonschnitt für Alles steht Kopf
- 2020: Nominierung –  Bester Tonschnitt für Avengers: Endgame